# Vorschriften für Sicherheit und Gesundheitsschutz
Die Vorschriften für Sicherheit und Gesundheitsschutz (VSG) sind die Unfallverhütungsvorschriften der Landwirtschaftlichen Berufsgenossenschaft. Die Landwirtschaftliche Berufsgenossenschaft ist Teil der Sozialversicherung für Landwirtschaft, Forsten und Gartenbau (SVLFG). Die VSGen werden nach § 15 des Siebten Buches Sozialgesetzbuch von der Vertreterversammlung der Landwirtschaftlichen Berufsgenossenschaft als autonomes Recht beschlossen und bedürfen der Genehmigung des Bundesministeriums für Arbeit und Soziales (BMAS). Sie sind rechtsverbindlich für alle Versicherten der Landwirtschaftlichen Berufsgenossenschaft.

## Aktuelle Vorschriften für Sicherheit und Gesundheitsschutz
Zurzeit gibt es 22 Unfallverhütungsvorschriften der Landwirtschaftlichen Berufsgenossenschaft.
| VSG     | Bezeichnung                                                  |
| ------- | ------------------------------------------------------------ |
| VSG 1.1 | Allgemeine Vorschriften für Sicherheit und Gesundheitsschutz |
| VSG 1.2 | Sicherheitstechnische und arbeitsmedizinische Betreuung      |
| VSG 1.3 | Erste Hilfe                                                  |
| VSG 1.4 | Elektrische Anlagen und Betriebsmittel                       |
| VSG 1.5 | Sicherheits- und Gesundheitsschutzkennzeichnung              |
| VSG 2.1 | Arbeitsstätten, bauliche Anlagen und Einrichtungen           |
| VSG 2.2 | Lagerstätten                                                 |
| VSG 2.3 | Leitern und Tritte                                           |
| VSG 2.4 | Gärräume                                                     |
| VSG 2.5 | Weinberganlagen                                              |
| VSG 2.6 | Gewächshäuser                                                |
| UVV 2.7 | Bauarbeiten                                                  |
| VSG 2.8 | Güllelagerung, Gruben, Kanäle und Brunnen                    |
| VSG 3.1 | Technische Arbeitsmittel                                     |
| VSG 4.1 | Tierhaltung                                                  |
| VSG 4.2 | Gartenbau, Obstbau und Parkanlagen                           |
| VSG 4.3 | Forsten                                                      |
| VSG 4.4 | Jagd                                                         |
| VSG 4.5 | Gefahrstoffe                                                 |
| VSG 4.6 | Werkstätten und Reparaturarbeiten                            |
| UVV 4.6 | Gräbereien und Steinbrüche                                   |
| VSG 4.7 | Friedhöfe und Krematorien                                    |